# Polyrhachis trina
Polyrhachis trina är en myrart som beskrevs av Horace Donisthorpe 1944. Polyrhachis trina ingår i släktet Polyrhachis och familjen myror. Inga underarter finns listade i Catalogue of Life.